# Chimarra sabrona
Chimarra sabrona là một loài Trichoptera trong họ Philopotamidae. Chúng phân bố ở miền Australasia.